# Fernando Wong
Fernando Wong (Ciudad de Panamá) es un paisajista panameño. Se trasladó a Estados Unidos en 2001 y estableció su empresa de arquitectura paisajista, Fernando Wong Outdoor Living Design, Inc. en Miami Beach, Florida, en 2005. Desde entonces ha abierto otras oficinas en Palm Beach (Florida) y Southampton (Nueva York). Wong diseña grandes jardines privados, parques públicos, museos y hoteles, incluyendo a tres Four Seasons Hotels and Resorts, y ha ganado varios premios de diseño. Su programa de televisión Clipped with Martha Stewart se estrenó en los canales Discovery+ y HGTV el 12 de marzo de 2021. Architectural Digest ha calificado a Wong como "uno de los paisajistas más importantes de Estados Unidos".

## Primeros años
Fernando Wong creció en Ciudad de Panamá. Es nieto de un inmigrante chino. Se formó en arquitectura y se licenció en diseño de interiores en la Universidad de Panamá. El padre de Wong le animó a ser deportista, por lo que compitió como nadador y pentatleta entre los 19 a los 24 años. Wong aprendió a hablar inglés viendo programas de televisión estadounidenses. Cuando se trasladó por primera vez a Estados Unidos, se ganaba la vida haciendo renders para diseñadores de interiores y trabajando en un equipo de paisajismo. El dueño de la empresa de paisajismo vio los dibujos de Wong, lo sacó del equipo y lo envió a la oficina a trabajar en los diseños.

## Carrera
Wong fundó su empresa Fernando Wong Outdoor Living Design, Inc junto con su socio Tim Johnson en 2005.Cuando su lista de clientes creció en Palm Beach y en Jupiter, Florida, Wong abrió una segunda oficina en Palm Beach, donde su trabajo ha incluido la creación de paisajismo para casas tanto contemporáneas como históricas. En 2017 la empresa abrió una tercera oficina en Southampton, Nueva York.
Los diseños de Wong incluyen un jardín de esculturas de 15.000 pies cuadrados en el Instituto de Arte Contemporáneo de Miami,tres hoteles y resorts Four Seasons en el sur de Florida, las residencias privadas Four Seasons en Fort Lauderdale,un hotel Starwood Luxury Collection llamado Perry Lane en Savannah, Georgia, y un parque nacional en Nasáu, Bahamas, para el gobierno del país.
Wong diseñó el paisaje y el espacio exterior de The Surf Club at the Four Seasons (Miami Beach) con el arquitecto Richard Meier. Wong también trabajó en colaboración con el arquitecto y diseñador de interiores Joseph Dirand,radicado en París, el arquitecto Kobi Karp, de Miami, y el diseñador de interiores Lee Mindell, de Nueva York. Adicionalmente ha diseñado con los interioristas londinenses Martin Brudnizki y Tara Bernard.
Fernando Wong es miembro del Institute of Classical Architecture & Art.  En 2019 Wong fue el copresidente honorario del Chicago Antiques + Art + Design Show junto con la diseñadora de interiores Amanda Lindroth.El mismo año fue nombrado miembro de la Comisión de Preservación de Monumentos de Palm Beach por el Ayuntamiento de Palm Beach.Dimitió de la junta en 2024.
Wong se formó en arquitectura, por lo que utiliza principios arquitectónicos clásicos en sus diseños de jardines, como la escala, el equilibrio, la armonía y la simetría. Sus diseños también se ven influidos por sus estudios de diseño de interiores y el uso estratégico de la iluminación. Wong también se ha extendido a ideas de diseño de interiores.

## Publicidad
En 2020 Discovery, Inc. anunció que Wong formaría parte del lanzamiento de su nuevo canal de cable por suscripción Discovery+ protagonizando junto a Martha Stewart y Chris Lambton un programa llamado Clipped. El programa se estrenó en Discovery+ y HGTV el 12 de mayo de 2021.
En 2021, Wong fue incluido en la lista de oro de la revista Luxe Interior + Design. En febrero de ese mismo año, fue elegido como uno de los diseñadores de la casa piloto de decoración Kips Bay Palm Beach.

## Premios
| Año  | Premio                                                | Concedido por                                                    | Categoría                                  |
| 2011 | Premio DCOTA Stars of Design                          | Centro de Diseño de las Américas                                 | Diseño paisajístico                        |
| 2018 | Premio Lesly S Smith                                  | Fundación para la Conservación de Palm Beach                     | Diseño paisajístico                        |
| 2018 | Premio Addison Mizner Landscape                       | Instituto de Arquitectura y Arte Clásicos                        | Arquitectura paisajística                  |
| 2018 | Premio Luxe.Red a la excelencia en diseño residencial | Luxe.Red                                                         | Diseño paisajístico                        |
| 2019 | Premio Luxe.Red a la excelencia en diseño residencial | Luxe.Red                                                         | Diseño paisajístico                        |
| 2020 | Premio Luxe.Red a la excelencia en diseño residencial | Luxe.Red                                                         | Diseño paisajístico                        |
| 2021 | Premio Addison Mizner de Paisajismo                   | Instituto de Arquitectura y Arte Clásicos                        | Paisajismo comercial                       |
| 2021 | Premio Palladio                                       | Construcción tradicional                                         | Excelencia internacional en diseño clásico |
| 2021 | Premio Luxe.Red a la excelencia en diseño residencial | Luxe.Red                                                         | Diseño paisajístico                        |
| 2023 | Premio Addison Mizner                                 | Sección de Florida del Instituto de Arquitectura y Arte Clásicos | Premio de Arquitectura Paisajista          |